# Tuscania Volley 2015-2016
Questa voce raccoglie le informazioni riguardanti la Tuscania Volley nelle competizioni ufficiali della stagione 2015-2016.

## Stagione
La stagione 2015-16 è per la Tuscania Volley, sponsorizzata dalla Maury's Italiana Assicurazioni, la seconda consecutiva in Serie A2; viene confermato l'allenatore, Paolo Tofoli, mentre la rosa è in buona parte cambiata: tra le conferme quelle di Giuseppe Ottaviani, Dmitrij Shavrak, Simone Vitangeli e Cristian Anselmi. Per il mercato in entrata, tra quelli acquistati, figurano Natale Monopoli, Davide Esposito, Milija Mrdak e Lorenzo Calonico, e per quello in uscita, sono ceduti Paolo Alborghetti, Andrea Marchisio, Pierlorenzo Buzzelli, Dāvis Krūmiņš e Giacomo Leoni.
Il campionato si apre con la vittoria in casa del Volley Tricolore Reggio Emilia, mentre nella giornata successiva arriva la prima sconfitta a opera della Callipo Sport: seguono quattro successi consecutivi per poi subire due stop di fila contro l'Argos Volley e il Volley Potentino; nelle ultime sei giornate del girone di andata, la squadra di Tuscania ottiene cinque vittorie e una sola sconfitta, chiudendo al quarto posto in classifica, qualificandosi per la Coppa Italia di Serie A2. Il girone di ritorno comincia con una serie di gare dai risultati altalenanti: dalla diciannovesima giornata, il club laziale inanella una serie di vittorie consecutive che durerà fino alla fine della regular season,  interrotta solamente da una sconfitta alla ventitreesima giornata contro l'Emma Villas Volley, concludendo al terzo posto in classifica. Nei quarti di finale dei play-off promozione supera in due gare la squadra di Chiusi, mentre in semifinale viene eliminata, perdendo tre gare, dall'Argos Volley.
Il quarto posto al termine del girone di andata della Serie A1 2015-16 permette alla Tuscania Volley di partecipare alla Coppa Italia di Serie A2; con la vittoria nei quarti di finale per 3-1 contro il Volley Potentino accede alla semifinali, dove però poi perde per 3-1 contro l'Argos Volley, venendo eliminata dalla competizione.

## Organigramma societario
Area direttiva
- Presidente: Angelo Pieri
- Segreteria: Pasqualina Pierini

Area organizzatore
- Team manager: Paolo Guglielmana
- Direttore sportivo: Alessandro Cappelli
- Responsabile hostess: Franco Piro
- Responsabile palasport: Giocondo Genzini
- Assistente spirituale: Giuseppe Vittorangeli

Area tecnica
- Allenatore: Paolo Tofoli
- Allenatore in seconda: Fabrizio Grezio
- Scout man: Francesco Barbanti
- Allenatore settore giovanile: Francesco Rizzo, Simone Rubini
- Responsabile settore giovanile: Marco Cipolloni, Alessia Fiorani

Area comunicazione
- Addetto stampa: Franco Costantini, Angelo Murri
- Web master: Giovanni Carletti
- Speaker: Franco Costantini
- Fotografo: Angelo Murri
- Rapporto enti pubblici: Stefania Nicolosi

Area marketing
- Responsabile marketing: Claudio Negrini, Cristiana Pieri

Area sanitaria
- Medico: Patrizio Massimo
- Fisioterapista: Erika Beatriz Acevedo, David Mercanti
- Osteopata: Francesco Pulcini
- Nutrizionista: Giuseppe Massimo

## Rosa
| N° | Nome               | Ruolo | Data di nascita   | Nazionalità sportiva |
| -- | ------------------ | ----- | ----------------- | -------------------- |
| 1  | Cristian Anselmi   | S/O   | 21 agosto 1996    | Italia               |
| 3  | Lorenzo Calonico   | C     | 28 settembre 1981 | Italia               |
| 4  | Simone Straino     | L     | 19 febbraio 1997  | Italia               |
| 5  | Andrea Hueller     | P     | 27 luglio 1996    | Italia               |
| 6  | Giovanni Primavera | L     | 29 febbraio 1992  | Italia               |
| 6  | Federico Bonami    | L     | 29 settembre 1993 | Italia               |
| 7  | Simone Vitangeli   | C     | 19 gennaio 1986   | Italia               |
| 8  | Giuseppe Ottaviani | S     | 12 dicembre 1991  | Italia               |
| 9  | Milija Mrdak       | S/O   | 26 ottobre 1991   | Serbia               |
| 10 | Riccardo Mazzon    | S     | 31 gennaio 1996   | Italia               |
| 11 | Natale Monopoli    | P     | 28 maggio 1975    | Italia               |
| 12 | Simone Pieri       | L     | 25 agosto 1996    | Italia               |
| 13 | Dmitrij Shavrak    | S     | 7 ottobre 1991    | Ucraina              |
| 14 | Davide Esposito    | C     | 25 agosto 1995    | Italia               |

## Mercato
| Acquisti | Acquisti           | Acquisti          | Acquisti   |
| R.       | Nome               | da                | Modalità   |
| -------- | ------------------ | ----------------- | ---------- |
| L        | Federico Bonami    | Potentino         | definitivo |
| C        | Lorenzo Calonico   | Corigliano Volley | definitivo |
| C        | Davide Esposito    | Club Italia       | definitivo |
| P        | Andrea Hueller     | Trentino          | prestito   |
| S        | Riccardo Mazzon    | Trentino          | prestito   |
| P        | Natale Monopoli    | Lube              | definitivo |
| S/O      | Milija Mrdak       | Partizan          | definitivo |
| L        | Giovanni Primavera | Materdomini       | definitivo |

| Cessioni | Cessioni              | Cessioni           | Cessioni   |
| R.       | Nome                  | a                  | Modalità   |
| -------- | --------------------- | ------------------ | ---------- |
| C        | Paolo Alborghetti     | Civita Castellana  | definitivo |
| S/O      | Pierlorenzo Buzzelli  | Argos              | definitivo |
| S/O      | Marcello Di Felice    | Cosenza            | definitivo |
| C        | Roberto Festi         | Argos              | definitivo |
| S        | Antonello Guglielmana | Politecnico Milano | definitivo |
| P        | Dāvis Krūmiņš         | Top Volley Latina  | definitivo |
| L        | Andrea Marchisio      | Emma Villas        | definitivo |
| P        | Giacomo Leoni         | Padova             | definitivo |
| S        | Lorenzo Rossi         | ?                  | definitivo |
| S        | Giulio Silva          | Tricolore          | definitivo |

## Risultati

### Serie A2

#### Girone di andata
| 1ª giornata - 25 ottobre 2015 PalaBigi, Reggio nell'Emilia            | Tricolore         | 0 - 3 | Tuscania        | 17-25, 24-26, 23-25               |
| 2ª giornata - 31 ottobre 2015 Palazzetto dello Sport, Montefiascone   | Tuscania          | 1 - 3 | Callipo         | 18-25, 20-25, 25-20, 21-25        |
| 3ª giornata - 8 novembre 2015 PalaManera, Mondovì                     | Mondovì           | 2 - 3 | Tuscania        | 25-14, 25-23, 22-25, 21-25, 15-17 |
| 4ª giornata - 15 novembre 2015 Palazzetto dello Sport, Montefiascone  | Tuscania          | 3 - 1 | Alessano        | 25-14, 25-20, 12-25, 25-23        |
| 5ª giornata - 22 novembre 2015 PalaParini, Cantù                      | Libertas Brianza  | 2 - 3 | Tuscania        | 20-25, 25-19, 25-19, 22-25, 5-15  |
| 6ª giornata - 29 novembre 2015 Palazzetto dello Sport, Montefiascone  | Tuscania          | 3 - 0 | Materdomini     | 32-30, 25-23, 25-18               |
| 7ª giornata - 5 dicembre 2015 PalaPolsinelli, Sora                    | Argos             | 3 - 0 | Tuscania        | 25-22, 25-14, 25-23               |
| 8ª giornata - 8 dicembre 2015 Palazzetto dello Sport, Montefiascone   | Tuscania          | 1 - 3 | Potentino       | 25-18, 22-25, 20-25, 22-25        |
| 9ª giornata - 13 dicembre 2015 Palazzetto dello Sport, Roma           | Club Italia       | 0 - 3 | Tuscania        | 18-25, 20-25, 25-27               |
| 10ª giornata - 16 dicembre 2015 Palazzetto dello Sport, Montefiascone | Tuscania          | 3 - 2 | Emma Villas     | 20-25, 25-18, 26-24, 33-35, 15-11 |
| 11ª giornata - 20 dicembre 2015 PalaSanFilippo, Brescia               | Atlantide Brescia | 0 - 3 | Tuscania        | 19-25, 20-25, 22-25               |
| 12ª giornata - 27 dicembre 2015 Palazzetto dello Sport, Montefiascone | Tuscania          | 0 - 3 | Impavida Ortona | 23-25, 23-25, 16-25               |
| 13ª giornata - 3 gennaio 2016 Palazzetto dello Sport, Monterotondo    | Civita Castellana | 0 - 3 | Tuscania        | 20-25, 20-25, 8-25                |

#### Girone di ritorno
| 14ª giornata - 6 gennaio 2016 Palazzetto dello Sport, Montefiascone   | Tuscania        | 3 - 0 | Tricolore         | 25-22, 25-21, 25-21               |
| 15ª giornata - 10 gennaio 2016 PalaValentia, Vibo Valentia            | Callipo         | 3 - 1 | Tuscania          | 25-23, 25-18, 28-30, 25-22        |
| 16ª giornata - 17 gennaio 2016 Palazzetto dello Sport, Montefiascone  | Tuscania        | 0 - 3 | Mondovì           | 18-25, 29-31, 19-25               |
| 17ª giornata - 24 gennaio 2016 Palazzetto dello Sport, Tricase        | Alessano        | 2 - 3 | Tuscania          | 22-25, 14-25, 25-17, 25-22, 11-15 |
| 18ª giornata - 31 gennaio 2016 Palazzetto dello Sport, Montefiascone  | Tuscania        | 2 - 3 | Libertas Brianza  | 25-21, 23-25, 25-22, 24-26, 9-15  |
| 19ª giornata - 14 febbraio 2016 PalaGrotte, Castellana Grotte         | Materdomini     | 0 - 3 | Tuscania          | 17-25, 21-25, 23-25               |
| 20ª giornata - 21 febbraio 2016 Palazzetto dello Sport, Montefiascone | Tuscania        | 3 - 0 | Argos             | 25-21, 25-21, 29-27               |
| 21ª giornata - 28 febbraio 2016 PalaPrincipi, Potenza Picena          | Potentino       | 1 - 3 | Tuscania          | 20-25, 20-25, 25-17, 22-25        |
| 22ª giornata - 6 marzo 2016 Palazzetto dello Sport, Montefiascone     | Tuscania        | 3 - 2 | Club Italia       | 25-17, 25-27, 25-21, 20-25, 15-12 |
| 23ª giornata - 9 marzo 2016 PalaEstra, Siena                          | Emma Villas     | 3 - 0 | Tuscania          | 25-19, 25-19, 25-14               |
| 24ª giornata - 12 aprile 2016 Palazzetto dello Sport, Montefiascone   | Tuscania        | 3 - 0 | Atlantide Brescia | 25-20, 25-12, 25-21               |
| 25ª giornata - 19 marzo 2016 Palasport Comunale, Ortona               | Impavida Ortona | 0 - 3 | Tuscania          | 20-25, 16-25, 22-25               |
| 26ª giornata - 27 marzo 2016 Palazzetto dello Sport, Montefiascone    | Tuscania        | 3 - 2 | Civita Castellana | 25-18, 20-25, 23-25, 25-21, 15-5  |

#### Play-off promozione
| Quarti di finale (gara 1) - 3 aprile 2016 Palazzetto dello Sport, Montefiascone | Tuscania    | 3 - 2 | Emma Villas | 25-23, 21-25, 25-23, 17-25, 15-13 |
| Quarti di finale (gara 2) - 6 aprile 2016 PalaEstra, Siena                      | Emma Villas | 1 - 3 | Tuscania    | 18-25, 14-25, 25-21, 21-25        |
| Semifinali (gara 1) - 13 aprile 2016 PalaPolsinelli, Sora                       | Argos       | 3 - 2 | Tuscania    | 24-26, 25-23, 19-25, 25-20, 20-18 |
| Semifinali (gara 2) - 17 aprile 2016 Palazzetto dello Sport, Montefiascone      | Tuscania    | 0 - 3 | Argos       | 19-25, 17-25, 20-25               |
| Semifinali (gara 3) - 20 aprile 2016 PalaPolsinelli, Sora                       | Argos       | 3 - 0 | Tuscania    | 25-23, 25-20, 25-19               |

### Coppa Italia di Serie A2

#### Fase a eliminazione diretta
| Quarti di finale - 20 gennaio 2016 Palazzetto dello Sport, Montefiascone | Tuscania | 3 - 1 | Potentino | 25-18, 24-26, 25-22, 25-21 |
| Semifinali - 27 gennaio 2016 PalaPolsinelli, Sora                        | Argos    | 3 - 1 | Tuscania  | 25-20, 25-21, 20-25, 25-17 |

## Statistiche

### Statistiche di squadra
| Competizione             | Punti | In casa | In casa | In casa | In trasferta | In trasferta | In trasferta | Totale | Totale | Totale |
| Competizione             | Punti | G       | V       | P       | G            | V            | P            | G      | V      | P      |
| ------------------------ | ----- | ------- | ------- | ------- | ------------ | ------------ | ------------ | ------ | ------ | ------ |
| Serie A2                 | 49    | 15      | 9       | 6       | 16           | 11           | 5            | 31     | 20     | 11     |
| Coppa Italia di Serie A2 | -     | 1       | 1       | 0       | 1            | 0            | 1            | 2      | 1      | 1      |
| Totale                   | -     | 16      | 10      | 6       | 17           | 11           | 6            | 32     | 21     | 12     |

G = partite giocate; V = partite vinte; P = partite perse

### Statistiche dei giocatori
| Giocatore    | Serie A2 | Serie A2 | Serie A2 | Serie A2 | Serie A2 | Coppa Italia di Serie A2 | Coppa Italia di Serie A2 | Coppa Italia di Serie A2 | Coppa Italia di Serie A2 | Coppa Italia di Serie A2 | Totale | Totale | Totale | Totale | Totale |
| Giocatore    | P        | PT       | AV       | MV       | BV       | P                        | PT                       | AV                       | MV                       | BV                       | P      | PT     | AV     | MV     | BV     |
| ------------ | -------- | -------- | -------- | -------- | -------- | ------------------------ | ------------------------ | ------------------------ | ------------------------ | ------------------------ | ------ | ------ | ------ | ------ | ------ |
| C. Anselmi   | 10       | 3        | 2        | 1        | 0        | 0                        | 0                        | 0                        | 0                        | 0                        | 10     | 3      | 2      | 1      | 0      |
| F. Bonami    | 28       | -        | -        | -        | -        | 2                        | -                        | -                        | -                        | -                        | 30     | -      | -      | -      | -      |
| L. Calonico  | 31       | 247      | 164      | 65       | 18       | 2                        | 19                       | 11                       | 5                        | 3                        | 33     | 266    | 175    | 70     | 21     |
| D. Esposito  | 31       | 242      | 179      | 49       | 14       | 2                        | 17                       | 14                       | 2                        | 1                        | 33     | 259    | 193    | 51     | 15     |
| A. Hueller   | 8        | 1        | 1        | 0        | 0        | 1                        | 0                        | 0                        | 0                        | 0                        | 9      | 1      | 1      | 0      | 0      |
| R. Mazzon    | 26       | 44       | 35       | 6        | 3        | 2                        | 4                        | 4                        | 0                        | 0                        | 28     | 48     | 39     | 6      | 3      |
| N. Monopoli  | 31       | 45       | 14       | 17       | 14       | 2                        | 4                        | 1                        | 2                        | 1                        | 33     | 49     | 15     | 19     | 15     |
| M. Mrdak     | 31       | 592      | 504      | 37       | 51       | 2                        | 34                       | 28                       | 2                        | 4                        | 33     | 626    | 532    | 39     | 55     |
| G. Ottaviani | 29       | 214      | 174      | 21       | 19       | 2                        | 0                        | 0                        | 0                        | 0                        | 31     | 214    | 174    | 21     | 19     |
| S. Pieri     | 1        | -        | -        | -        | -        | 0                        | -                        | -                        | -                        | -                        | 1      | -      | -      | -      | -      |
| G. Primavera | -        | -        | -        | -        | -        | -                        | -                        | -                        | -                        | -                        | -      | -      | -      | -      | -      |
| D. Shavrak   | 31       | 444      | 390      | 27       | 27       | 2                        | 46                       | 40                       | 2                        | 4                        | 33     | 490    | 430    | 29     | 31     |
| S. Straino   | 8        | 2        | 2        | -        | -        | 0                        | -                        | -                        | -                        | -                        | 8      | 2      | 2      | -      | -      |
| S. Vitangeli | 23       | 22       | 17       | 4        | 1        | 2                        | 0                        | 0                        | 0                        | 0                        | 25     | 22     | 17     | 4      | 1      |

P = presenze; PT = punti totali; AV = attacchi vincenti; MV = muri vincenti; BV = battute vincenti